# ماریام تسیکلائوری
مریم تسیکلائوری (گرجی: მარიამ წიკლაური؛ زادهٔ ۱۸ مارس ۱۹۶۰) شاعر، نویسنده کودکان، مترجم و نویسنده گرجی است.

## زندگی‌نامه
تسیکلائوری در تفلیس گرجستان متولد شد. او در سال ۱۹۸۳ از دانشگاه دولتی تفلیس در رشته شیمی فارغ‌التحصیل شد. او به عنوان یک معلم و همچنین سردبیر موسسه‌های انتشاراتی متعدد فعالیت کرد. او همچنین به عنوان مسئول پروژه کتابخانه زنده در وزارت فرهنگ فعالیت می‌کند.
مریم تسیکلائوری از بنیان‌گذاران صندوق توسعه ادبیات کودکان (Libo) و نویسنده کتاب مجموعه اشعار منتخب شاعران زن گرجستان است.